# Donje Makojišće
Donje Makojišće – wieś w Chorwacji, w żupanii varażdińskiej, w mieście Novi Marof. W 2011 roku liczyła 526 mieszkańców.